# Club Atlético Belgrano
Club Atlético Belgrano este un club de fotbal argentinian cu sediul în Córdoba. Echipa susține meciurile de acasă pe Estadio Mario Alberto Kempes cu o capacitate de 57.000 de locuri.

## Lotul curent
| Nr. |           | Poziție | Jucător           |
| --- | --------- | ------- | ----------------- |
| 1   | Argentina | P       | Manuel Vicentini  |
| 2   | Argentina | F       | Diego Novaretti   |
| 3   | Argentina | F       | Lucas Diarte      |
| 4   | Argentina | F       | Juan Barinaga     |
| 5   | Argentina | M       | Santiago Longo    |
| 6   | Argentina | F       | Alejandro Rébola  |
| 7   | Argentina | A       | Fabián Bordagaray |
| 10  | Chile     | M       | Matías Marín      |
| 11  | Peru      | A       | Bryan Reyna       |
| 12  | Argentina | M       | Ulises Sánchez    |
| 13  | Argentina | F       | Nicolás Meriano   |
| 15  | Argentina | M       | Matías García     |

| Nr. |           | Poziție | Jucător           |
| --- | --------- | ------- | ----------------- |
| 18  | Argentina | F       | Francisco Oliver  |
| 22  | Chile     | F       | Alex Ibacache     |
| 23  | Argentina | M       | Guillermo Pereira |
| 25  | Argentina | P       | Nahuel Losada     |
| 29  | Argentina | A       | Franco Jara       |
| 31  | Argentina | M       | Tiago Cravero     |
| 32  | Argentina | M       | Ariel Rojas       |
| 34  | Argentina | M       | Tomás Castro      |
| 39  | Argentina | P       | Juan Strumia      |
| 40  | Argentina | F       | Matías Moreno     |
|     | Argentina | A       | Pablo Chavarría   |
|     | Argentina | A       | Lucas Passerini   |

## Jucatori faimoși
| - Paolo Frangipane - Osvaldo Ardiles - Osvaldo Miranda |